# Ameiva exsul
Ameiva exsul är en ödleart som beskrevs av  Cope 1862. Ameiva exsul ingår i släktet Ameiva och familjen tejuödlor.

## Underarter
Arten delas in i följande underarter:
- A. e. exsul
- A. e. alboguttata
- A. e. desechensis

## Bildgalleri

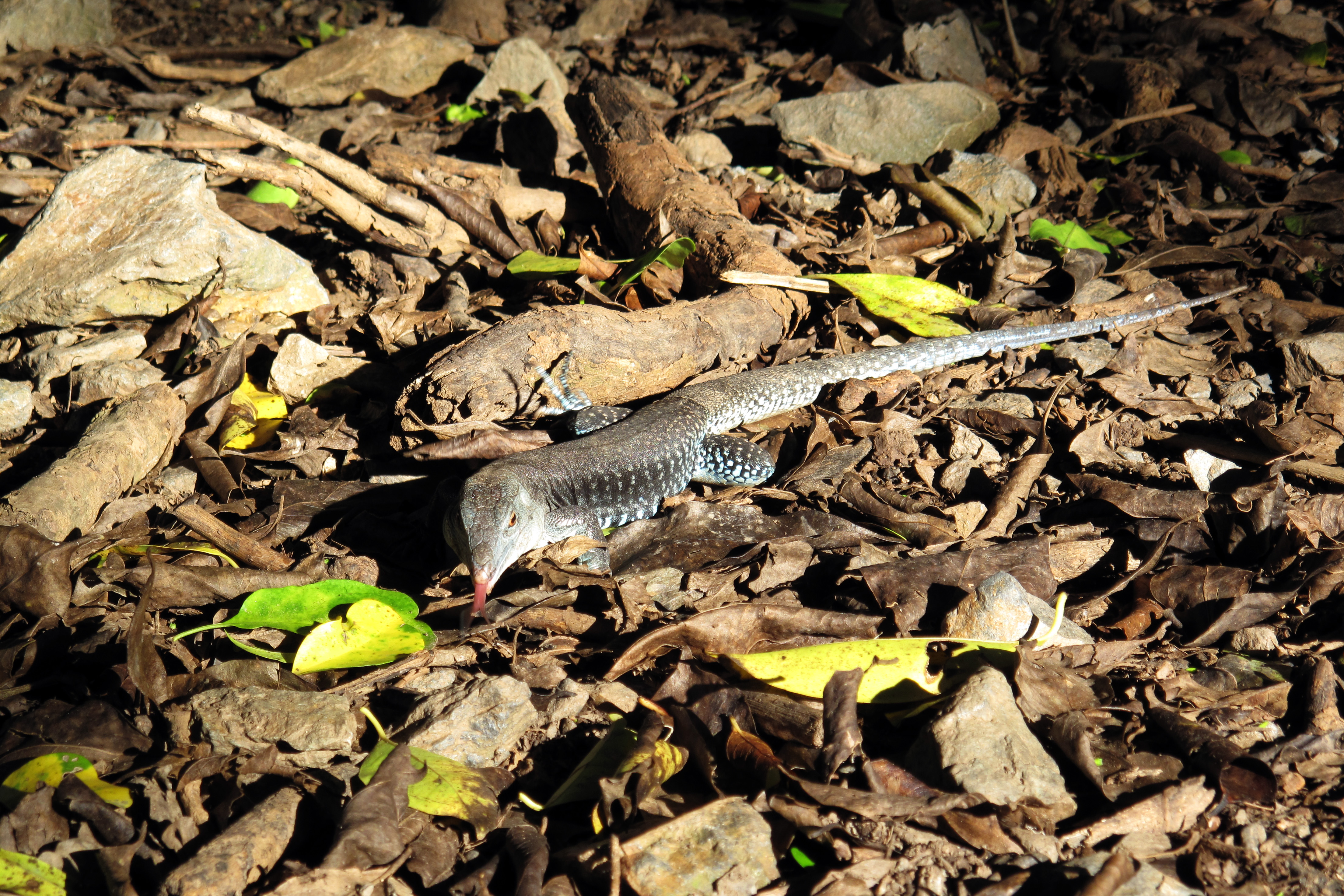
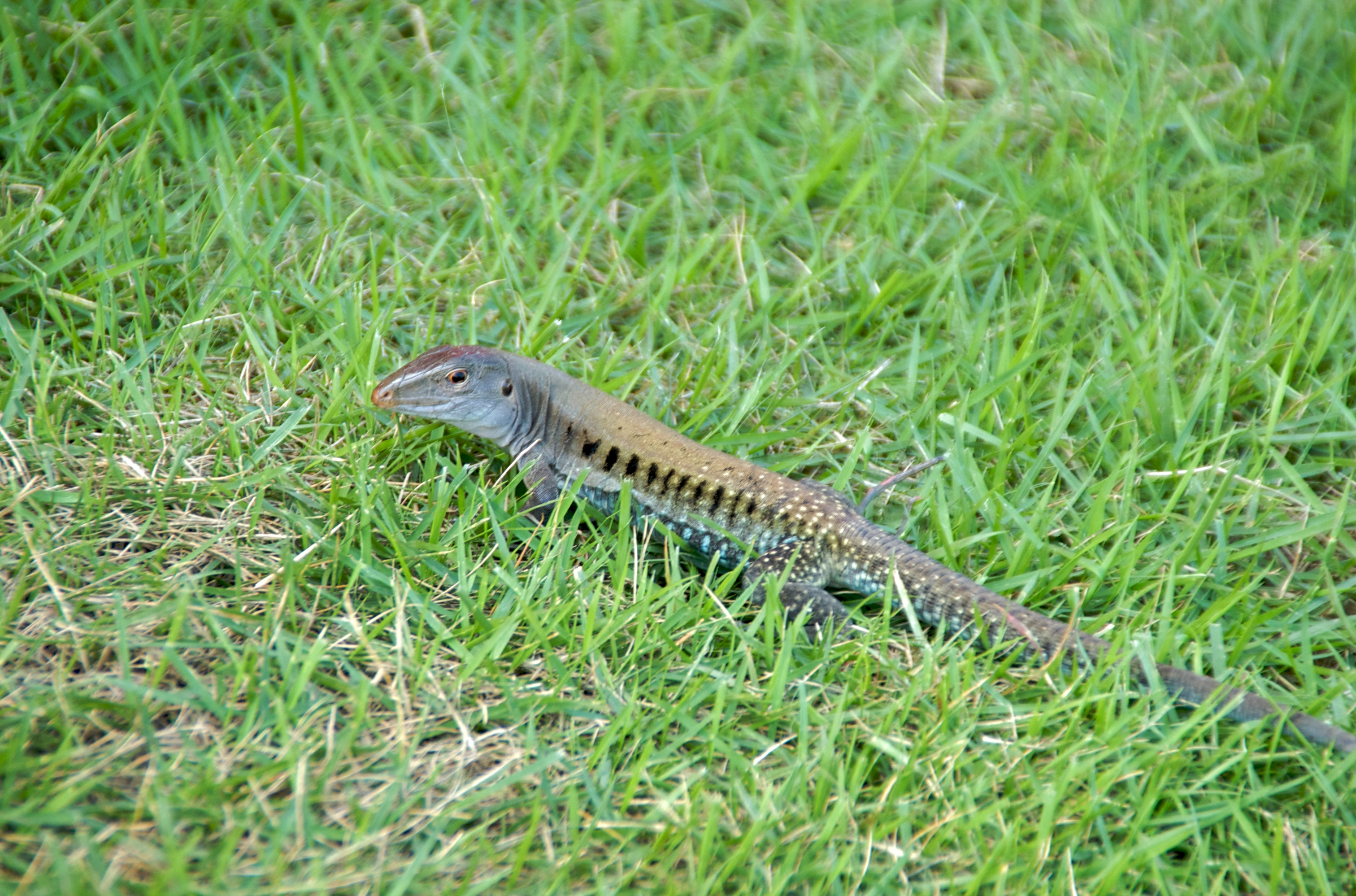
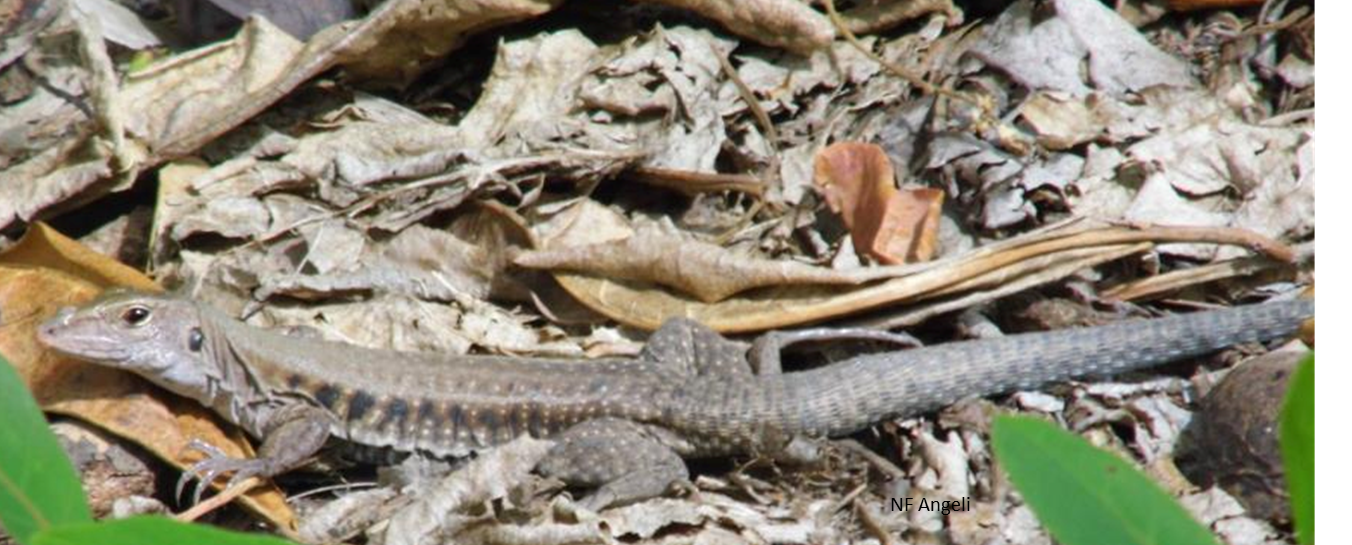
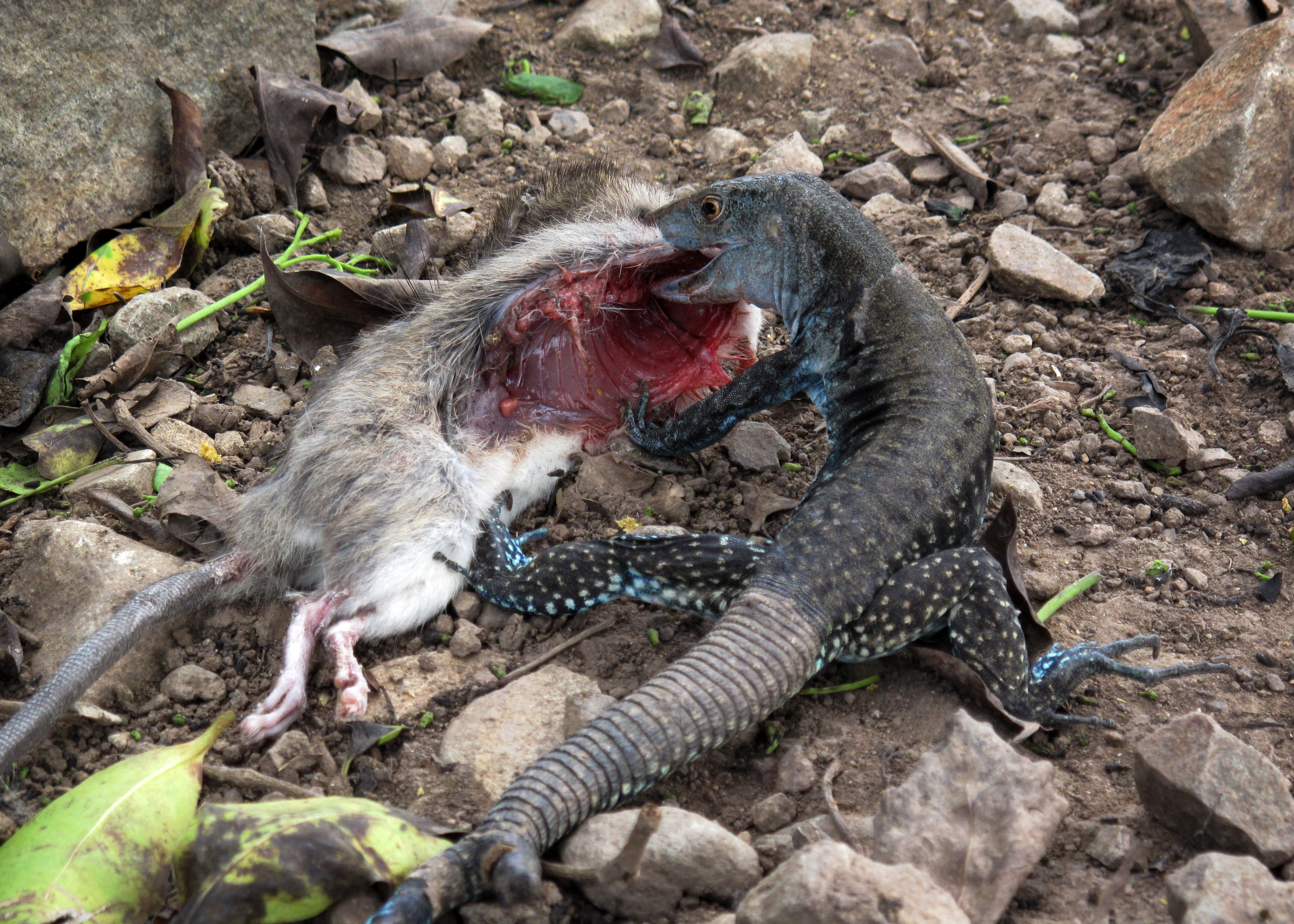